# Devotion (film, 1931)
Pour plus de détails, voir Fiche technique et Distribution.
Devotion est un film américain réalisé par Robert Milton, sorti en 1931.

## Synopsis
Shirley Mortimer tombe amoureuse de l'avocat David Trent lors de la visite de ce dernier à son père. Déterminée à sortir de sa vie de famille étouffante, Shirley se déguise en une matrone à lunettes, prend le nom de Mme Halifax et obtient un poste de gouvernante du fils de Trent. En tant que Mme Halifax, Shirley s'intéresse à Trent et le gronde lorsqu'il boit des cocktails ou lorsqu'il se couche trop tard pour travailler sur ses dossiers juridiques. Après que Trent a obtenu l'acquittement de Norman Harrington, un peintre accusé du meurtre de sa femme, il invite Harrington chez lui pour fêter cette victoire. En discutant avec Trent, Harrington remarque qu'une partie des cheveux de Shirley sort de sa perruque et fait rapidement son portrait. D'après le croquis, Trent reconnaît finalement Shirley, mais reste silencieux au sujet de sa découverte et, sachant qu'elle dînera avec son père le lendemain soir, il s'invite chez eux. Pendant le souper, Trent feint d'ignorer le double jeu de Shirley, puis finit par la confondre et lui avouer son amour. Le lendemain, cependant, Shirley, incapable de rester à l'écart, retourne à l'appartement de Trent sous le nom de Mme Halifax. Leur relation s'épanouit jusqu'à ce que l'épouse de Trent, absente depuis longtemps, arrive de façon inattendue. Choquée par l'apparition de Mme Trent, Shirley quitte Trent et devient mannequin pour Harrington, qui tombe bientôt amoureux d'elle. Quand Harrington demande à Shirley de devenir sa maîtresse, cependant, elle le rejette et retourne à son ancienne vie terne à la maison. À la surprise de sa famille, Harrington, plein de remords, passe voir Shirley un après-midi et la demande en mariage. Quelques secondes plus tard, Trent arrive et, après avoir expliqué à Shirley qu'il n'avait pas vu sa femme depuis quatre ans, annonce qu'il obtient le divorce. Ainsi assurée de l'honneur de Trent, Shirley accepte avec empressement son amour.

## Fiche technique
- Titre original : Devotion
- Réalisation : Robert Milton
- Scénario : Horace Jackson, Graham John, d'après le roman A Little Flat in the Temple de Pamela Wynne
- Direction artistique : Carroll Clark
- Costumes : Gwen Wakeling
- Photographie : Hal Mohr
- Son : Denzil A. Cutler, Harold E. Stine
- Montage : Daniel Mandell
- Production associée : Harry Joe Brown
- Production : Charles R. Rogers
- Société de production : RKO Pathé Pictures
- Société de distribution : RKO Radio Pictures
- Pays d'origine :  États-Unis
- Langue originale : anglais
- Format : Noir et blanc  — 35 mm — 1,20:1 — son mono
- Genre : Comédie dramatique

Durée : 81 minutes 
- Dates de sortie : États-Unis : 25 septembre 1931

## Distribution
- Ann Harding : Shirley Mortimer, alias Mme Halifax
- Leslie Howard : David Trent
- Robert Williams : Norman Harrington
- O. P. Heggie : Emmet Mortimer
- Louise Closser Hale : Mme Mortimer
- Dudley Digges : Sergent Herbert Coggins
- Alison Skipworth : Matilda Coggins
- Doris Lloyd : Pansy
- Olive Tell : Mme Trent
- Ruth Weston : Margaret Mortimer
- Joan Carr : Marjory Fielding
- Douglas Scott : Derek Trent